# Ruxue jingwu
Ruxue jingwu 儒学警悟 / 儒學敬悟 ist ein von Yu Jing 俞經 und Yu Dingsun 俞鼎孫 um 1204 zusammengestelltes chinesisches Sammelwerk (Congshu), das früheste bekannte Collectaneum in China.
Es enthält nur sechs Werke, alle von Autoren aus der Zeit der Song-Dynastie. Insgesamt umfasst es 41 juan (卷). Ein Reprint befindet sich  im Baibu congshu (1965).

## Übersicht
(book.douban.com)
- 1 Shilin yanyu bian 石林燕语辨 10 juan
- 2 Yanfanlu 演繁露 6 juan
- 3 Nen zhen zi lü 嫩真子绿 5 juan
- 4 Kaogubian 考古编 10 juan
- 5 Menshi xinhua 扪虱新话 8 juan
- 6 Yingxue congshuo 莹雪丛说 2 juan